# 男はつらいよ 柴又より愛をこめて
『男はつらいよ 柴又より愛をこめて』（おとこはつらいよ しばまたよりあいをこめて）は、1985年12月28日に公開された日本映画。『男はつらいよ』シリーズの36作目。タイトルは『007 ロシアより愛をこめて』から。20作ぶりに“寅次郎“が入らないタイトルとなった。

## あらすじ
旅先で見た夢で、寅次郎は最も平均的な日本人として「日本人初の宇宙飛行士」に選ばれる。出発直前に、「自分は乗り物に酔う」ということで「乗りたくない」とさくらや博に駄々をこねるが、強引にロケットに搭乗させられる。
タコ社長の娘・あけみ（美保純）が、夫婦関係に嫌気が差して家出した。1ヶ月近くにも及ぶ長い家出に、タコ社長はテレビの尋ね人コーナーに出演するなどして必死に探す。その甲斐あって、あけみから伊豆の下田にいると連絡があったが、帰ってくるつもりはない様子。あけみが寅次郎にいろいろ話を聞いてもらいたがっていると知り、寅次郎ならあけみを連れ帰ってくれると相談していたところに、ちょうど旅から帰ってくる。タコ社長やとらやの人びとに頼まれた寅次郎は、旅の疲れも忘れて、快くその足で下田へと赴く。渡世人仲間の長八の伝手であっさりあけみを見つけ出すが、すぐに柴又に帰ることを嫌がるあけみの希望を入れ、海の向こうに見える式根島にまで一緒に足を運ぶことになった。
島へ渡る船の中で、島の小学校の同窓会に出席する11人の青年に出会った寅次郎は、彼らを桟橋で出迎える「島のマドンナ」真知子先生（栗原小巻）の姿を目にするや、その美しさにうっとり。教え子の一人になりすますと、「二十四の瞳」の一人としてはしゃぎ回る。翌日、青年たちは離島し、彼らを桟橋で見送った真知子は、同じ東京の下町出身で柴又帝釈天参道にも詳しいということで寅次郎と話が合い、ともに島内をめぐる。真知子は、若い頃はまさに『二十四の瞳』の大石先生のようになりたいという情熱を持って式根島に赴任してきたのだが、最近は寂しさを感じるようになっていた。いろいろな人を見送る一方の生活、自分は若くないとだんだんと感じる日々。独身であることも寂しさを増している原因だと感づいていた。
一方で、寅次郎にすっかり放っておかれたあけみは、旅館の息子・茂（田中隆三）に、絶景や温泉を回りつつ宿に案内される。次の日もあちこち茂に案内されたあけみは、突然茂からプロポーズされる。しかし、あけみは「人妻なの、ごめん」と告げざるを得ない。茂を傷つけてしまったと思うあけみは、翌日柴又に帰ることを寅次郎に告げる。真知子ともうしばらく過ごしたかった寅次郎だったが、さくらにきつく言われているので一緒に帰ってほしいとあけみに言われ、もっと話を聞いてもらいたかったと泣かれてしまったこともあり、一緒に帰ることにする。翌日、学校を訪れて真知子に別れを告げ、柴又に戻る。真知子は自分の話をきいてくれたことを寅次郎に感謝する。
あけみが帰ってきたことでタコ社長は大喜びだが、寅次郎は、真知子の事で頭がいっぱいで、鬱々と日々を過ごす。しかし、旅立つつもりでいたところへ、父親の体調不良のため上京していた真知子がとらやに現れる。温かいもてなしを受けた真知子は、寅次郎を「どうかすると可愛らしい少年に見えたり、かと思うと、うんと年上の頼もしいお兄さんみたいに見えたり」と評する。すっかり有頂天の寅次郎だったが、真知子の今回の上京は、死んだ親友の娘・千秋（磯崎亜紀子）の誕生日を祝う目的も兼ねていた。千秋の父親・酒井（川谷拓三）はロシア語辞典編集者という堅物で、地味で、容姿も優れず、情熱的な恋愛とは無縁の人間であった。家族ぐるみの付き合いをする中で、娘が懐いている真知子に惹かれていたが、はっきりとプロポーズするだけの勇気がない。真知子は酒井の申し出をプロポーズと受け取るも、いったん持ち帰ることにし、寅次郎に相談しにとらやに向かうが、寅次郎は不在であった。
翌日、式根島に戻る真知子の相談を受けるため、寅次郎は調布飛行場に見送りに行く。その相談内容が自分との結婚の話ではないかと少し期待していたが、真知子に酒井のプロポーズの件を告げられる。真知子の悩みの原因が「身を焦がすような恋の苦しみとか、大声で叫びたいような喜びとか、胸がちぎれそうな悲しみとか、そんな感情は胸にしまって鍵をしたまま一生開けることもなくなってしまう」ような人生を送ることへのためらいだと聞かされ、そんな悩みへの解決策を訊かれて、「その男の人はきっといい人ですよ」と真知子の結婚の背中を押す。自分の幸福より相手の幸福、そして他人のことであれば、情熱よりも安定を選んでしまう寅次郎であった。
そのままとらやには帰らず、上野から旅立った寅次郎は、正月に浜名湖畔の舘山寺で「二十四の瞳」のうちの二人に会って、再会を祝す。真知子が酒井らしき男性と結婚するという情報を聞き、晴れ晴れした表情で三人の「失恋」のやけ酒を約束するのであった。

## キャスト
- 車寅次郎：渥美清
- 諏訪さくら：倍賞千恵子
- 車竜造（おいちゃん）：下條正巳
- 車つね（おばちゃん）：三崎千恵子
- 諏訪博：前田吟
- 桂梅太郎（タコ社長）：太宰久雄
- 源公：佐藤蛾次郎
- 諏訪満男：吉岡秀隆
- ポンシュウ：関敬六
- 麒麟堂：人見明
- 下田の長八：笹野高史
- 青年B:光石研 - 式根島の分校の生徒
- 青年A：アパッチけん - 式根島の分校の生徒
- TVアシスタント：石井和子
- 夢の中のレポーター・会津高田駅の女子高生：松居直美
- 青年の同窓生（ゆきちゃん）：小島りべか
- 青年の同窓生：中島唱子 - 式根島の分校の生徒
- 酒井千秋：磯崎亜紀子 - 酒井文人の娘
- ゆかり:マキノ佐代子
- NASA所員（夢の中）：レオ・メンゲッティ
- 印刷工場の工員・中村：笠井一彦
- 青年の同窓生：棟里佳 - 式根島の分校の生徒
- 伊豆下田・スナックのママ:田中利花
- 伊豆下田・中長旅館の仲居:谷よしの
- 秩父晴子
- ブティック店員:川井みどり
- 備後屋：露木幸次
- 小島あけみ：美保純
- 茂：田中隆三 - 式根島民宿・式根館の青年
- TVキャスター：森本毅郎
- 御前様：笠智衆
- 酒井文人：川谷拓三 - 亡妻・節子は真知子の親友。ロシア語辞典編集部に勤める。
- 島崎真知子：栗原小巻 - 式根島の小学校教師。下町堀切で生まれ育ち、堀切に父が一人住む。

## ロケ地
- 福島県大沼郡会津美里町(会津高田駅)、河沼郡柳津町(会津下駄屋、円蔵寺・縁日)
- 東京都港区(TBSテレビ)、千代田区(文化学院、ニコライ堂)、葛飾区(あけみのアパート)、調布市(調布飛行場)、新島村式根島(地鉈温泉、大浦海岸、神引展望台、新島村立式根島小学校)
- 静岡県下田市(弥治川付近、みなと橋、入田浜)、浜名湖(舘山寺港・かんざんじロープウェイ、浜名湖パルパル)

佐藤2019、pp.637-638より

## エピソード
- この作品で諏訪家にビデオデッキが初登場。
- 満男の寅次郎への評価が上がる端緒の回。「俺分かるよ、あけみさんの気持ち。伯父さんのやっていることは鈍くさくて、常識外れだけど、世間体なんて全然気にしないもんな。他人におべっか使ったり、お世辞言ったり、伯父さん絶対そんなことしないもんな」と、両親を目の前に寅次郎を評価する。もっとも、まだ「尊敬までは行かないけどさ」という段階にとどまっている。
- DVD収録の映像特典には、式根島展望台の別バージョンなどが収録されている。
- 使用されたクラシック音楽
  - ジョン・フィリップ・スーザ作曲：『星条旗よ永遠なれ』～夢のシーン。ロケット打ち上げ。
  - 小学唱歌 高野辰之作詞、岡野貞一作曲：『もみじ』～寅さんが真知子先生に別れを告げに来る式根島小学校。
  - ユージン・コスマン（古関裕而）編曲『別れのワルツ』（原曲・スコットランド民謡『蛍の光（オールド・ラング・サイン）』）～式根島を出発するフェリー。
  - ロシア民謡：『カチューシャ』～酒井親子と真知子が買い物をするブティック。
  - ロシア民謡：『モスクワ郊外の夕べ』～レストラン内。バラライカ２、ギター１の三重奏。
- 式根島の小学校で生徒が唱和する詩は、谷川俊太郎 詩集『どきん』から『おおかみ』
  - おおかみ おがむ おつきさま ／ かなしい こえで ほえている ／ あとには ひとつ ながれぼし
  - おおかみ かがむ くさのなか ／（つづき）わかばが かぜに ゆれている ／ あとには うんこ ふたつみつ

## スタッフ
- 監督・原作：山田洋次
- 脚本：山田洋次、朝間義隆
- 製作：島津清、中川滋弘
- 音楽：山本直純

## 記録
- 観客動員：140万7000人[1]
- 配給収入：10億5000万円[2]（10億2000万円[1]とも）

## 同時上映
- 『祝辞』（監督：栗山富夫）

## 受賞
- 第10回日本アカデミー賞優秀監督賞／山田洋次[3]
- 同・優秀主演賞／渥美清
- 同・優秀助演女優賞／美保純
- 同・優秀音楽賞／山本直純
- 同・優秀美術賞／出川三男
- 同・優秀録音賞／鈴木功、松本隆司